# Konfirmeringsbias
Konfirmeringsbias, bekräftelsejäv, bekräftelsefördom eller bekräftelseförväntning, selektiv bias är en tendens i mänskligt beteende att omedvetet vara selektivt uppmärksam på sådan information som bekräftar egna uppfattningar. Konfirmeringsbias är en typ av kognitiv bias.
Har man en negativ självbild tenderar man att ta fasta på kritik och inte höra beröm. Även vetenskapliga forskare tenderar att vara selektivt uppmärksamma på forskningsresultat som stämmer med deras egen teori och omedvetet ignorera sådant som strider mot den. Karl Popper förordar därför att forskare ska lägga mer tid på att försöka hitta fel med (falsifiera) sina teorier än på att bekräfta dem. En konfirmeringsbias riskerar att leda till en övertro på personliga åsikter medan motbevis och alternativa källor ignoreras. Detta kan leda till katastrofalt felaktiga beslut, speciellt i vetenskapliga, politiska och militära sammanhang.
Konfirmeringsbias drabbar alla människor, oavsett utbildning eller intelligens.

## 2-4-6-problemet
Bland de första som undersökte detta fenomen var Peter Cathcart Wason (1960). I hans 2-4-6-problem visades tre siffror för deltagarna:
| 2 | 4 | 6 |
Deltagarna fick veta att denna trio följde en speciell regel som de skulle lista ut genom att föreslå andra sifferkombinationer och låta experimentledaren tala om ifall de följde samma regel eller ej. Så fort deltagarna var säkra på att deras förslag på regel var korrekt, skulle de beskriva regeln.
Trots att den verkliga regeln bara var "vilken stigande talföljd som helst", föreföll deltagarna ha mycket svårt att komma fram till den. De beskrev ofta regler som var betydligt mer komplexa och verkade bara vilja testa sifferföljder som skulle bekräfta deras hypoteser. De försökte aldrig utmana eller falsifiera sina hypoteser genom att föreslå sifferföljder som borde bryta mot regeln. Wason kallade detta fenomen för konfirmeringsbias (confirmation bias), eftersom deltagarna systematiskt bara sökte efter stöd för att deras hypotes var riktig.